# Melanie C
Melanie C o Mel C, pseudonimo di Melanie Jayne Chisholm (Whiston, 12 gennaio 1974), è una cantautrice britannica. Si è fatta conoscere in tutto il mondo a partire dal 1996, prima facendo parte del gruppo musicale Spice Girls, poi come solista. Nella sua carriera ha venduto un totale di oltre 130 milioni di dischi, di cui più di 100 milioni con le Spice Girls, che ne fanno il gruppo femminile di maggior successo di tutti i tempi e oltre 30 milioni di copie come solista, di cui 12,5 milioni a partire dal 2005 sotto la propria etichetta Red Girl che ne fanno l'artista solista femminile indie più venduta nella storia della musica. 
Ha debuttato come solista già nel 1998, prima delle sue compagne di band, in un duetto con Bryan Adams, mentre l'anno successivo ha pubblicato l'album di debutto Northern Star che, con più di 4 milioni di copie vendute nel mondo, sette dischi di platino e tre dischi d'oro, e due singoli al numero uno, resta l'album solista di maggior successo di ogni componente delle Spice Girls. Al secondo album certificato disco d'oro nel Regno Unito, Reason, che ha venduto oltre 500 000 copie nel mondo, ha fatto seguito la fondazione della propria etichetta discografica, Red Girl Records, con la quale ha pubblicato tutta la sua discografia a partire da quell'anno, dopo l'addio alla Virgin Records. Il primo album indipendente Beautiful Intentions, del 2005, certificato in diversi mercati europei per le oltre 1,5 milioni di copie vendute, ha trascorso nove settimane al primo posto in Portogallo, lanciando alcune hit internazionali.
Dopo la pubblicazione, nel 2007, dell'album This Time, primo suo disco in Top-10 in Svizzera dove è stato certificato Oro, e produttore di tre singoli consecutivi al primo posto in Portogallo, ha fatto seguito la reunion con le Spice Girls, fra 2007 e 2008, e la pubblicazione degli album indie The Sea nel 2011, l'EP The Night nel 2012, il disco di cover Stages sempre del 2012, e l'elettronico Version of Me nel 2016, che ha raggiunto il primo posto in Brasile. Tra i suoi maggiori successi si ricordano When You're Gone, Northern Star, Never Be the Same Again, I Turn to You, Here It Comes Again, Next Best Superstar, First Day of My Life e The Moment You Believe, a cui vanno aggiunte tutte le hit planetarie con il gruppo.
La sua carriera si è espansa ad altri campi. Nel 2009 e 2010 è stata Mrs Johnstone nel musical Blood Brothers, una performance che le ha valso una nomination agli Olivier Awards; nel 2012 è stata Maria Maddalena nella nuova edizione di Jesus Christ Superstar, prodotta da Andrew Lloyd Webber. Nel 2015 e 2016 è stata uno dei giudici di Asia's Got Talent.
Nel corso della carriera ha ricevuto diversi premi e riconoscimenti, una menzione sul Guinness World Record, tre World Music Awards, cinque Brit Awards su dieci nomination, tre American Music Award, quattro Billboard Music Awards su sei nomination, otto premi speciali Billboard, tre MTV Europe Music Awards da sette nomination, un MTV Video Music Award da due nomination, dieci premi ASCAP, un Juno Award da due nomination, e quattro candidature agli Echo Award.

## Biografia

### Gli esordi con le Spice Girls
Melanie Chisholm, insieme a Melanie Brown, Geri Halliwell, Emma Bunton e Victoria Adams, diventò popolare nel 1996, anno in cui venne distribuito il singolo delle Spice Girls Wannabe. Il gruppo dominò le classifiche degli ultimi anni di quel decennio, vendendo oltre cinquanta milioni di copie delle loro pubblicazioni. Nel gruppo le venne assegnato il nomignolo Sporty Spice, per la sua immagine sportiva. La cantante godeva della maggiore potenza vocale del gruppo e fu la prima a debuttare con una carriera da solista.

### Northern Star, il primo album

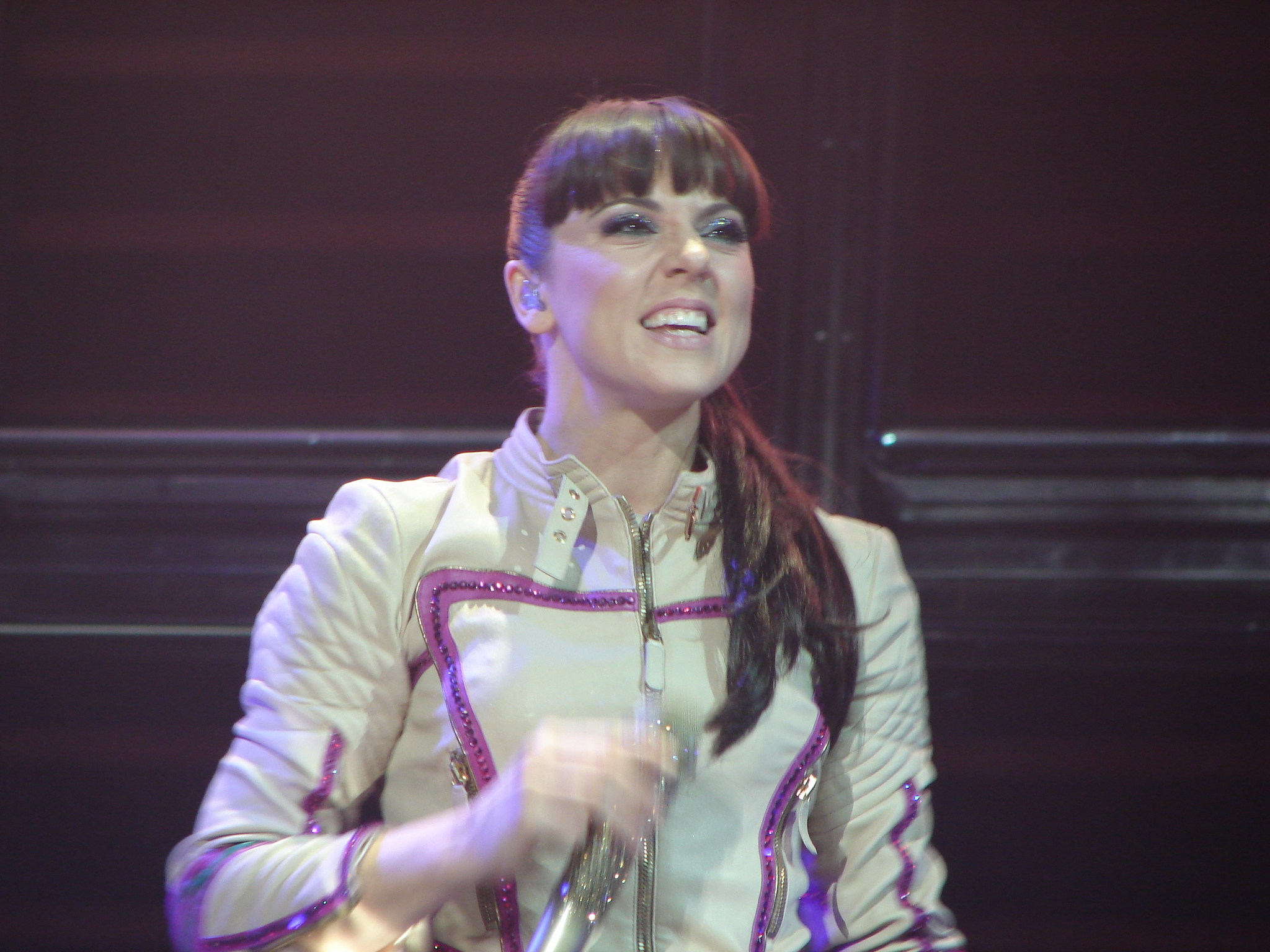
Melanie C durante un'esibizione

Il primo passo al di fuori del gruppo fatto dalla cantante è stato un duetto con il cantante canadese Bryan Adams nel 1998. Il brano in questione, When You're Gone, ebbe un grande successo di vendite, pur non avendo mai raggiunto il primo posto nelle classifiche britanniche. Al duetto seguì la pubblicazione dell'album solista Northern Star nel 1999.
Per distanziare la cantante dall'immagine pop assunta nel gruppo Spice Girls, come primo singolo venne scelto Goin' Down, dalle sonorità rock. Anche il video presenta la cantante con un'immagine decisamente più aggressiva: il brano raggiunse la Top-5 in Gran Bretagna e vendette nel mondo oltre 300 000 copie. Seguì l'uscita del secondo singolo estratto, la title track Northern Star: questo brano ottenne grande successo di vendite con oltre un milione di copie vendute.
Seguì il terzo singolo, una versione remix del brano registrato con la partecipazione di Lisa Lopes Never Be the Same Again: fu il primo singolo della carriera solista della cantante a raggiungere l'apice della classifica britannica. Grazie a questo brano anche l'album ritrovò slancio nelle vendite. Il singolo successivo fu un remix dance del brano I Turn to You, un successo commerciale anche negli Stati Uniti, dove raggiunse la prima posizione nella classifica "Billboard" statunitense. Ultimo singolo estratto fu If That Were Me, che tuttavia, pur essendo scarsamente promosso raggiunse comunque la Top-20 in UK e numerose classifiche internazionali. La cantante, infatti, in quel periodo era impegnata nella promozione dell'ultimo progetto che l'avrebbe legata alle Spice Girls per lungo tempo, il disco Forever. In Italia il successo del disco, pubblicato per l'etichetta discografica Virgin, fu più che discreto, anche se la promozione riguardava un numero inferiore di singoli.
Per promuovere il disco, che tra i produttori annoverava William Orbit e Rick Rubin, la cantante ha eseguito diversi tour per diverse zone del mondo, tra il 1999 e il 2001. Alla realizzazione del disco ha partecipato anche il chitarrista Steve Jones, ex componente dei Sex Pistols.

### Reason, il secondo album
Dopo quasi tre anni di assenza dalle scene, causati da problemi depressivi e disordini alimentari della cantante, fu pubblicato l'album Reason, nel febbraio del 2003.
L'album non ebbe lo stesso successo di critica del precedente e fu accusato di essere una riedizione in chiave soft dell'immagine aggressiva costruita con Northern Star. Nonostante il primo singolo estratto Here It Comes Again abbia ottenuto la Top-10 in UK e abbia scalato diverse altre classifiche internazionali, mentre il secondo singolo On the Horizon, guadagnò un discreto successo in patria ed in Europa, incluso in Italia, dove partecipò al Festivalbar 2003, l'album non riuscì a replicare le vendite del precedente, collezionando, tuttavia, oltre 500 000 copie vendute nel mondo e la certificazione Oro britannica. Seguì la Top-30 Yeh Yeh Yeh, un singolo che non fu sufficientemente promosso a causa di problemi al ginocchio della cantante causati da un incontro di Jūdō. La data di distribuzione del singolo fu rinviata, per passare poi alla ridistribuzione di un doppio lato A, contenente il brano Melt, solo nel Regno Unito. In Giappone l'album Reason fu promosso da Let's Love. Il brano era stato scelto anche per la promozione di un'auto in Giappone. A causa della gestione di questo disco che portò a risultati inferiori rispetto al primo album, l'artista si separò consensualmente dalla sua etichetta, Virgin Records.
L'album è stato prodotto, tra gli altri, da Peter-John Vettese, Marius De Vries e Guy Chambers, ed è stato promosso da un tour tra l'aprile e il maggio del 2003 in Regno Unito e Irlanda.
Nel corso della sua carriera hanno fatto parlare di lei anche le sue relazioni sentimentali con il calciatore Jason McAteer e con il cantante Robbie Williams, pur senza suscitare particolari scandali.

### Beautiful Intentions, il terzo album

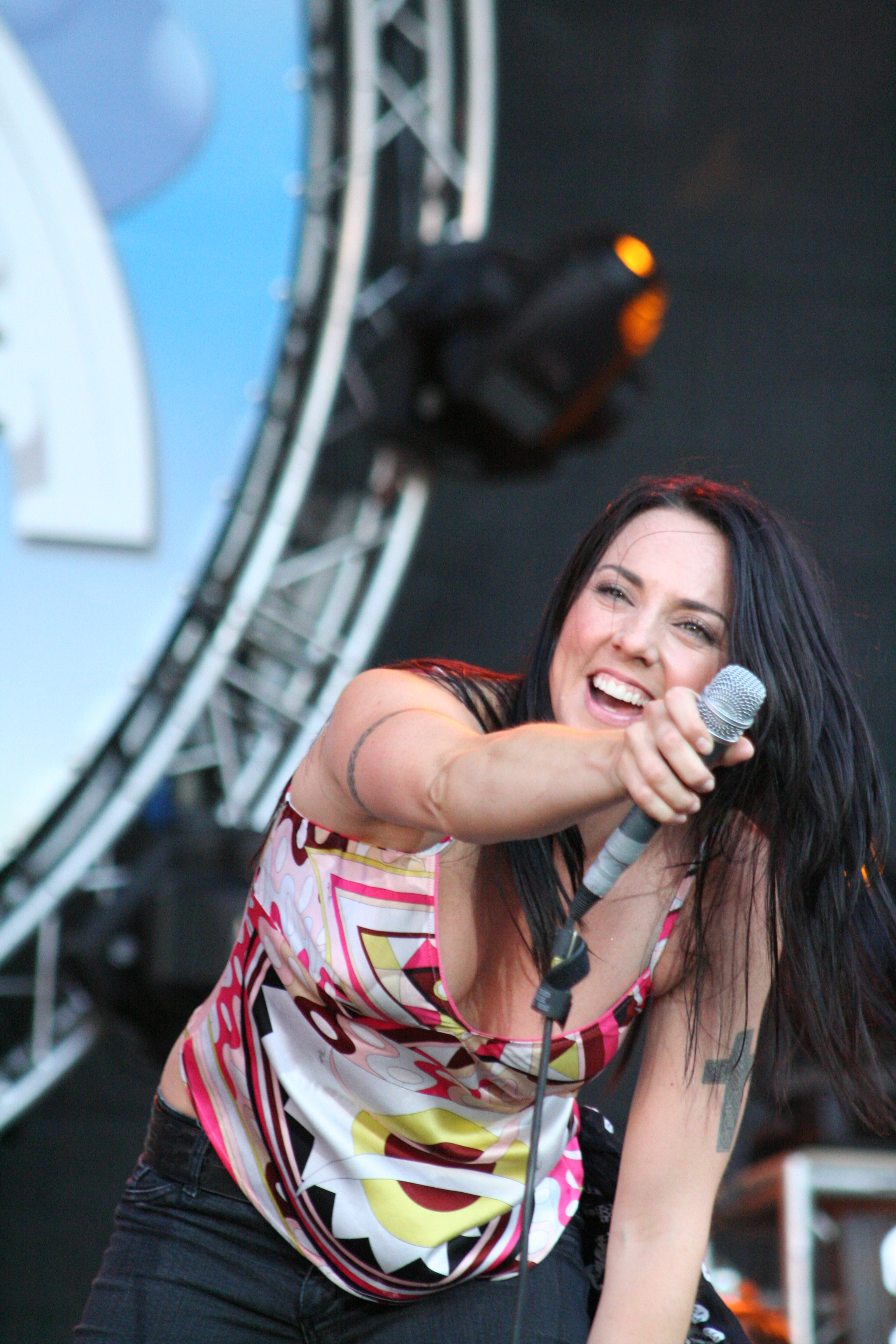
Mel C in Germania.

La cantante trascorse il 2004 lavorando al materiale per un nuovo disco e creando la sua etichetta indipendente, la Red Girl. Il nuovo album, Beautiful Intentions, venne distribuito nel mese di aprile del 2005 da Edel.
L'album, dal quale venne subito estratto il primo singolo Next Best Superstar, venne giudicato positivamente dalla critica. Questo trascinante singolo fu poi pubblicato anche nel resto d'Europa ottenendo un ottimo riscontro radiofonico, soprattutto in Germania dove restò per un lungo periodo alla prima posizione nelle classifiche, permettendole così di vincere il "German Radio Awards", nella categoria di miglior artista femminile internazionale.
Beautiful Intentions è stato certificato disco d'oro in Germania, Svizzera, Austria e disco di platino in Portogallo, dove è rimasto ben 9 settimane in classifica alla numero uno..
Il secondo singolo, Better Alone, venne distribuito solo in formato digitale su iTunes e sul sito della cantante. Il video è stato proposto in due versioni differenti: una per Germania/Austria/Svizzera ed una per il resto dell'Europa.
Più tardi, nell'agosto 2005, venne distribuito il terzo singolo First Day of My Life (scritto da Guy Chambers ed Enrique Iglesias). Il brano non era contenuto in Beautiful Intentions, ma ne fu inserito in una riedizione dell'album per Germania, Svizzera, e Austria, dove il brano costituiva la sigla della soap opera Julia - La strada per la felicità. Il brano ha ottenuto uno straordinario successo nei paesi dove è stato pubblicato, raggiungendo la prima posizione in classifica in Germania, Svizzera, Austria, Svezia e Portogallo.
Le vendite mondiali del singolo arrivarono al milione e mezzo di copie, di cui oltre 500.000 copie nella sola Germania, rendendolo uno dei singoli più venduti in Europa nel 2005.
Trainato da questo successo, First Day of My Life venne pubblicato anche in Italia, in Francia e Russia (dove è stato fra i brani più passati dalle radio)..
L'album, che ha visto alla produzione Greg Havers e Richard Flack, è stato promosso anche da un tour in Europa e un altro specifico in Germania con un programma di 10 concerti dal vivo che hanno interessato le più importanti città tedesche tra le quali Berlino, Colonia, Monaco di Baviera, Amburgo e Hannover.
Nel novembre del 2006 Melanie pubblica il suo primo DVD dal vivo dal titolo Live Hits, registrato l'agosto del 2006 al "Bridge" di Londra. Il DVD raccoglie i suoi brani più famosi, interviste e immagini rubate dal backstage. Il DVD è entrato direttamente alla decima posizione dei DVD musicali più venduti nel Regno Unito.

### This Time, il quarto album
Nel gennaio 2007 ha annunciato, attraverso il suo sito ufficiale, l'uscita di un album prevista per la fine di marzo 2007. Il quarto album, dal titolo This Time, è stato lanciato da due singoli: una cover della famosa hit dei The Strangeloves I Want Candy in Italia e Regno Unito, dove sarà anche brano portante della colonna sonora di un omonimo film britannico e, per Germania, Austria, Svizzera, Scandinavia, Spagna e Portogallo, la ballata The Moment You Believe (numero uno in Spagna). In Italia, in controtendenza rispetto agli altri paesi europei, è stato pubblicato I Want Candy come singolo apripista.
Nella sua prima settimana in classifica This Time ha debuttato al numero cinquantasette in Regno Unito, numero otto in Svizzera e numero quindici in Germania. Anche il singolo The Moment You Believe, ha ricevuto più consensi in classifica rispetto ad I Want Candy.
Il secondo estratto dall'album, Carolyna, pubblicato l'11 giugno, ha raggiunto la posizione numero 18 in Italia ma ha riscosso consenso soprattutto in Germania, Austria e Svizzera, mentre il terzo estratto, nell'ottobre del 2007, è stata la title track This Time, pubblicata solo in pochi paesi come Germania Austria e Svizzera in una versione riarrangiata rispetto a quella presente nell'album. Tuttavia quest'ultimo singolo ha riscosso un modesto successo.
L'album è stato pubblicato in seguito, nell'aprile 2008, in Canada, trainato come singolo di lancio da Carolyna, seguito da Understand.
Alla produzione di This Time hanno collaborato, tra gli altri, Stephen Hague e Peter-John Vettese, mentre numerose tracce hanno visto la partecipazione di Adam Argyle per la scrittura dei testi, tutti scritti anche dalla cantante ad eccezione di alcune.

### Il ritorno con le Spice Girls e l'attività teatrale
Nel novembre 2007, parallelamente alla promozione del disco This Time, l'artista ha partecipato alla riunione con le Spice Girls, insieme alle quali ha realizzato la prima raccolta di successi, Greatest Hits, e il singolo di traino Headlines (Friendship Never Ends), una delle due nuove tracce incise dal gruppo dopo sette anni di inattività insieme al secondo inedito della raccolta, Voodoo. Il progetto con le Spice Girls è proseguito fino ai primi mesi del 2008, con la realizzazione di una tournée internazionale, The Return of the Spice Girls.
Dopo la nascita Scarlet, sua prima figlia avuta dal compagno Thomas Starr il 22 febbraio 2009, ha debuttato nell'autunno del 2010 come attrice teatrale nel musical Blood Brothers (durato 6 mesi), dove ha interpretato la protagonista dello spettacolo.. Per la sua interpretazione ottiene una nomination agli Laurence Olivier Award come Miglior Attrice in un Musical e torna ad interpretare il ruolo di protagonista per altre due settimane a Liverpool.
Nel maggio 2012 viene annunciato che la cantante parteciperà alla prima produzione del musical Jesus Christ Superstar destinata alle grandi arene dove interpreterà il ruolo di Maria Maddalena. Il musical partirà il 21 settembre all'O2 Arena di Londra per proseguire in tour in tutto il Regno Unito per 11 date complessive.

### The Sea, il quinto album e l'EPThe Night
Il 4 settembre 2011 esce in Europa il suo quinto album intitolato The Sea. L'album è stato lanciato da due singoli Rock Me solo per Germania, Svizzera e Austria e Think About It per tutta l'Europa. Nella settimana d'esordio l'album ha debuttato alla numero 45 nel Regno Unito e alla posizione numero 16 in Germania e alla 13 in Svizzera
. Lo stesso singolo Think About It ha avuto un buon riscontro soprattutto in Svizzera dove è stato uno dei brani più passati in radio.
I singoli successivi sono Weak (primo nella classifica iTunes greca) e Let There Be Love. Quest'ultimo è la cover inglese di un famoso brano tedesco, che l'artista interpreta anche nella sua versione originale durante le esibizioni live.
Pochi mesi dopo, nel maggio 2012, è stato pubblicato un EP dance prodotto dalla dj Jodie Harsh composto da tre tracce: Set Your Free, Sunrise e Walk Away, disponibile solo in formato digitale su iTunes.

### Stages, il sesto album
Il sesto album dell'artista, Stages, è stato prodotto da Peter-John Vettese (ex Jethro Tull e già collaboratore della cantante in passato) e pubblicato il 9 settembre 2012 è un disco di cover di brani noti come colonne sonore di film o spettacoli teatrali, frutto dell'attività teatrale svolta negli ultimi anni. Alcuni pezzi classici del genere sono stati scelti tra quelli che hanno ispirato le varie fasi della sua formazione artistica. Tra i pezzi contenuti nell'album è presente il duetto con l'ex compagna delle Spice Girls Emma Bunton nel brano I Know Him So Well (originariamente interpretato da Elaine Paige e Barbara Dickson nel 1984), scelto come primo e unico singolo estratto per la promozione dell'album.
Nel 2013 ha collaborato con il cantante Matt Cardle duettando con lui nel brano Loving You, incluso nell'album Porcelain e estratto come primo singolo.

### Version of Me, il settimo album, e il nuovo ritorno con le Spice Girls
Il 21 ottobre 2016 è uscito il settimo album da solista intitolato Version of Me. L'album è stato anticipato dai singoli Anymore che ha raggiunto la prima posizione nella classifica britannica dei singoli più venduti in formato fisico, Dear life, Room for Love e dal singolo promozionale Numb. Il disco è entrato in diverse classifiche mondiali, raggiungendo la posizione 25 in patria.
Nel 2019 ha aderito a una nuova riunione delle Spice Girls, con le quali realizza un tour negli stadi in Regno Unito e in Irlanda. Sempre nello stesso periodo ha proseguito l'attività dal vivo anche con un tour come solista e con la partecipazioni a numerosi Pride, durante i quali presenta il brano High Heels.

### Melanie C, l'ottavo album
Il 31 marzo 2020 esce il primo singolo intitolato Who I Am, seguito poi dalla pubblicazione del secondo singolo Blame It on Me il 27 maggio 2020 e dal terzo singolo In and Out of Love pubblicato il 31 luglio successivo. 
I tre singoli hanno anticipato la pubblicazione del suo ottavo disco da solista, l'eponimo Melanie C.
Nello stesso anno partecipa all'iniziativa di BBC Radio 2 di creare un supergruppo con diversi artisti musicali come Bryan Adams, Cher, Paloma Faith, Ava Max, Kylie Minogue e tanti altri per la realizzazione di una cover del brano Stop Crying Your Heart Out degli Oasis, pubblicato nel mese di novembre come singolo di beneficenza legato alla manifestazione Children in Need.
Nel 2022 ha collaborato con i Train per la realizzazione di un remix del loro brano AM Gold, il TobTok remix, pubblicato come singolo. Nel 2025 è coach dell'edizione australiana di The Voice.

## Discografia

### Album
- 1999 – Northern Star
- 2003 – Reason
- 2005 – Beautiful Intentions
- 2007 – This Time
- 2011 – The Sea
- 2012 – Stages
- 2016 – Version of Me
- 2020 – Melanie C